# روسالکا

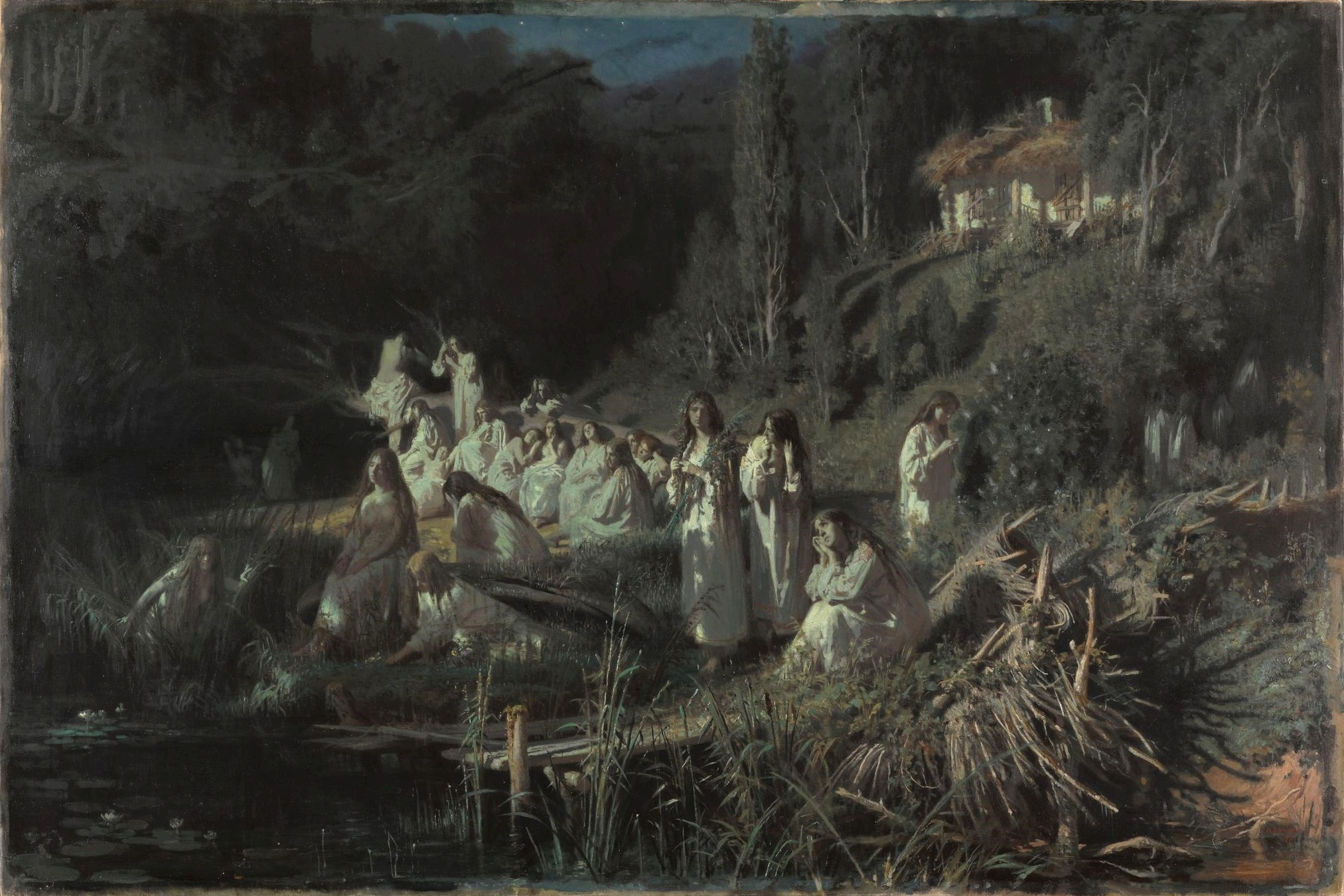
پریان دریایی اثر ایوان کرامسکُی، ۱۸۷۱

روسالکا (روسی: Руса́лка) (به چکی: Rusalka) در اساطیر اسلاو، به ارواح مؤنث و پریانی گفته می‌شود که در رودخانه‌ها و دریاچه‌ها زندگی می‌کنند. آن‌ها یکی از پیچیده‌ترین موجودات مرتبط با یک مکان خاص هستند. بر طبق افسانه‌های روسی، روسالکاها ارواح زنان جوانی بودند که قبل از ازدواج به قتل می‌رسیدند، و پس از آن به زندگی در داخل رودخانه یا دریاچه به شکل پری دریایی نفرین می‌شدند. آن‌ها از رقص‌های بدن‌نما، آواز خواندن، شوخی و خنده لذت می‌بردند. آن‌ها با جذابیت‌های برهنهٔ خود و افسون آوازهای دلنواز مردان جوان را اغوا می‌کردند و به داخل آب می‌کشاندند و در نهایت غرق می‌نمودند.

## ظاهر
در سراسر روسیه روسالکاها زنانی جوان و جذاب توصیف می‌شوند؛ آن‌ها زنانی زیبا با چهره‌هایی ظریف و رنگ پریده، مردمک غیرقابل مشاهده، پوستی تقریباً روشن و شفاف که هم نشان دهندهٔ ماهیت روح بودن آن‌ها است، و هم نشانهٔ اقامت طولانی در اعماق آب‌های رودخانه یا دریاچه، به دور از نور آفتاب است. آن‌ها گاهی اوقات چشم‌های آتشین سبز رنگ، و غالباً موهایی سبز، سیاه یا بلوند کم‌رنگ داشتند که به رنگ خزه و گیاهان سواحل رودخانه است، و همیشه مرطوب هستند، برخی بر این باورند که اگر موهای آن‌ها خشک شود، جان خود را از دست می‌دهند. مهم‌تر از همه، روسالکاها موهایشان را نمی‌بافتند و نمی‌پوشاندند؛ وضعیتی که روس‌ها آن را به مسائل فراطبیعی نسبت می‌دادند. آن‌ها می‌توانستند به شکل پرندگان آبی نیز در آیند و گاهی اوقات پاهای باله‌دار داشتند.